# Vulkaneifel
Vulkaneifel este o arie protejată (arie de protecție specială avifaunistică — SPA) din Germania întinsă pe o suprafață de 1.125 ha, integral pe uscat.

## Localizare
Centrul sitului Vulkaneifel este situat la coordonatele 50°15′41″N 6°43′02″E / 50.2614°N 6.7172°E.

## Înființare
Situl Vulkaneifel a fost declarat arie de protecție specială avifaunistică în ianuarie 2010 pentru a proteja 5 specii de animale.

## Biodiversitate
Situată în ecoregiunea continentală, aria protejată nu include niciun habitat protejat.
La baza desemnării sitului se află mai multe specii protejate de  păsări (5): buha (Bubo bubo), ciocănitoare neagră (Dryocopus martius), sfrâncioc roșiatic (Lanius collurio), gaia roșie (Milvus milvus), ciocănitoare verzuie (Picus canus).